# Aleksandra Skrzypietz
Aleksandra Skrzypietz (ur. 1965) – polska historyk, dr hab. nauk humanistycznych, adiunkt Instytutu Historii Wydziału Humanistycznego Uniwersytetu Śląskiego w Katowicach.

## Życiorys
Od 1990 roku jest wykładowcą na Uniwersytecie Śląskim w Katowicach. 22 czerwca 1999 obroniła pracę doktorską Walka o tron polski po zgonie Jana III Sobieskiego na przykładzie działalności stronnictwa francuskiego (1696/1697), 24 kwietnia 2012 habilitowała się na podstawie pracy zatytułowanej Królewscy synowie – Jakub, Aleksander i Konstanty Sobiescy. Objęła funkcję adiunkta w Instytucie Historii na Wydziale Humanistycznym Uniwersytetu Śląskiego w Katowicach. Profesurę zwyczajną otrzymała 20 stycznia 2021 roku.